# UTC−9
| Hele året | Om vinteren (nordlig halvkugle) |
| Havområde | Om sommeren (nordlig halvkugle) |

UTC−9 er en tidszone som er 9 timer efter standardtiden UTC.

## UTC−9 bruges hele året af
- Dele af Fransk Polynesien (under Frankrig):
  - Gambierøerne

## UTC−9 bruges som standardtid (vinter på den nordlige halvkugle)
- Dele af USA:
  - Alaska med undtagelse af Aleuterne vest for længdegraden 169,5°V. Alaska bruger UTC−8 som sommertid.

## UTC−9 bruges som sommertid på den nordlige halvkugle
- Dele af USA:
  - Den amerikanske del af Aleuterne (hører til delstaten Alaska. Aleuterne bruger UTC−10 som standardtid.